# Osowiec-Twierdza
Osowiec-Twierdza, je osada v Polsku v Podleském vojvodství v okrese Mońki. Sídlo je vzdáleno 11 km od Moniek. Goniądz, do jejíž gminy Osowiec-Twierdza spadá, je vzdálena 5 km. Osadou protéká řeka Biebrza. V letech 1743–1827 Osowiec (jinak Marcinpol) měl městská práva. V obci se nachází Biebrzanský národní park a carská pevnost z devatenáctého století.

## Administrativa
Osowiec-Twierdza je součástí městsko-vesnické gminy se sídlem v Goniądzu.

## Název
Jméno Osowiec lze etymologicky definovat jako místo pusté, opuštěné, či jako smutné, sklíčené. Nachází se na lesních pozemcích osowego (topol osika), kde byla typická oblast výskytu tohoto druhu stromů. Od roku 1998 se osada nazývá Osowiec-Twierdza (Osowiec-Pevnost), tím byl ve skutečnosti obnoven historický název z meziválečného období.

## Historie
V letech 1882–1892 byl Osowiec postaven jako tehdy největší pevnost s úkolem chránit severozápadní hranice Ruského impéria. Po vypuknutí první světové války, od 29. ledna do 6. srpna 1915, vedla německá vojska 8. armády marný boj se snahou rozbít obranný pás, který bránil pevnost Osowiec. Německá vojska se o dobytí samotné pevnosti pokusila třikrát. Poprvé v září v roce 1914, po ostřelování pevnosti dělostřelectvem, po kterém byl útok 8. armády odražen. Podruhé mezi dubnem a květnem v roce 1915, po ostřelování pevnosti těžkým dělostřelectvem, po kterém se ovšem carská vojska nevzdala a donutila vlastní dělostřeleckou palbou německé dělostřelectvo ustoupit. Finálním pokusem byl útok, který proběhl 6. srpna v roce 1915, při kterém byla pevnost ostřelována dělostřeleckými granáty s jedovatým plynem (chlorem). Německá 8. armáda, pod vedením Paul von Hindenburga, po chemickém útoku zahájila ofenzívu s přesvědčením o lehkém obsazení pevnosti. Po přiblížení německých vojáků k pevnosti, zbývající přeživší z řad carské armády, kteří byli také zasaženi jedovatým plynem, zahájili protiútok, kterým postupující příslušníky 8. armády nejen překvapili, ale i zhrozili natolik, že němečtí vojáci ustoupili. O tomto hrdinském útoku se později v novinách psalo jako o „útoku mrtvých mužů“. V průběhu bojů bylo zabito asi 2000 příslušníků carského vojska. Většina byla zabita při útoku, kdy němečtí vojáci použili jedovatý plyn (chlor). Vzhledem k nepříznivé situaci Rusů, kteří byli v osowiecké pevnosti příliš předsunuti, opustila carská vojska pevnost v srpnu roku 1915. Obrana Osowiece je někdy srovnávána s Bitvou u Verdunu, která proběhla v roce 1916 ve Francii.
Během druhé světové války byla v pevnosti Osowiec střídavě rozmístěna německá a sovětská vojska. Při ústupu v roce 1944 a 1945 způsobili Němci velké poškození pevnosti a zároveň se pokusili vyhodit do vzduchu další pevnosti v okolí.

## Galerie

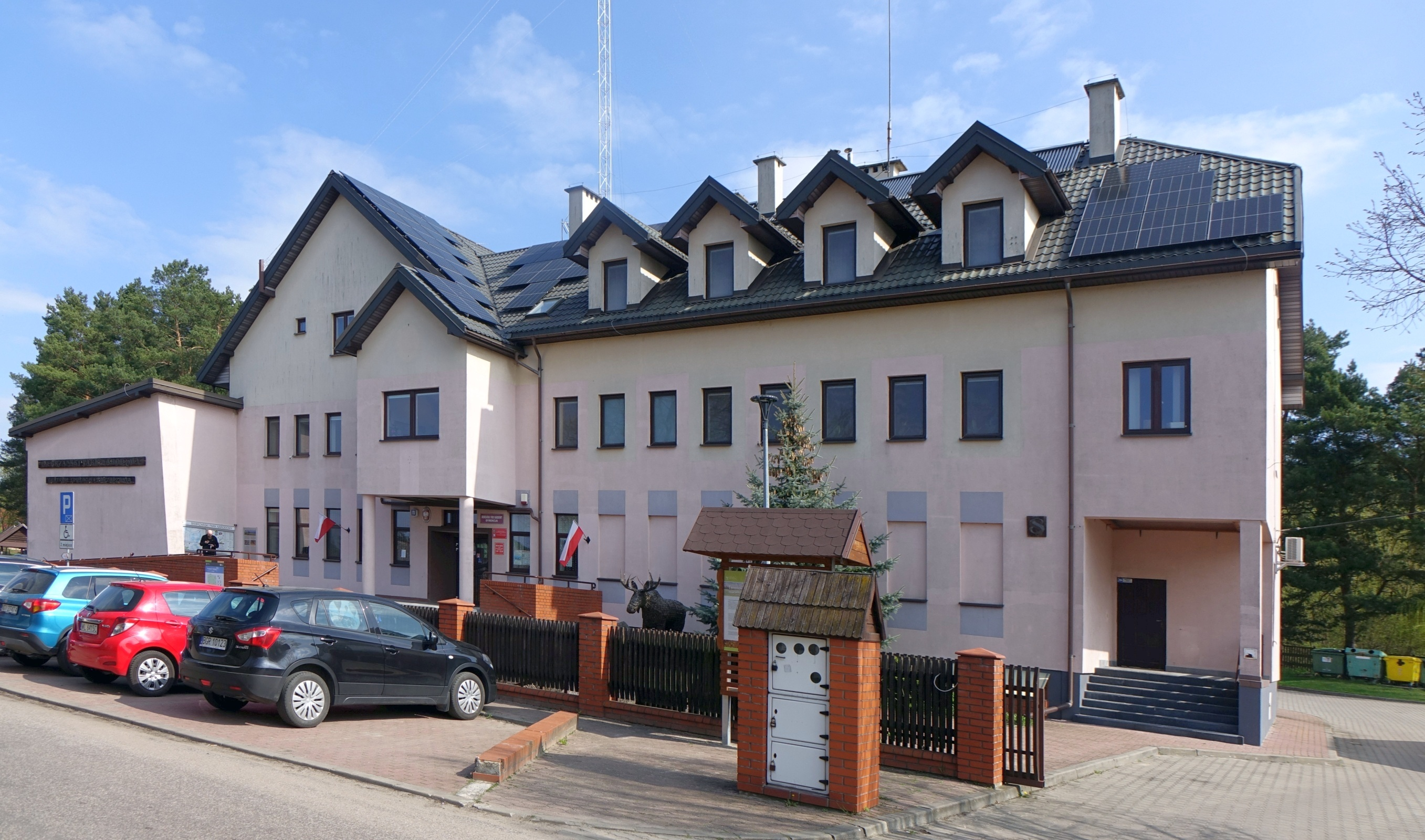
Sídlo Biebrzanského národního parku
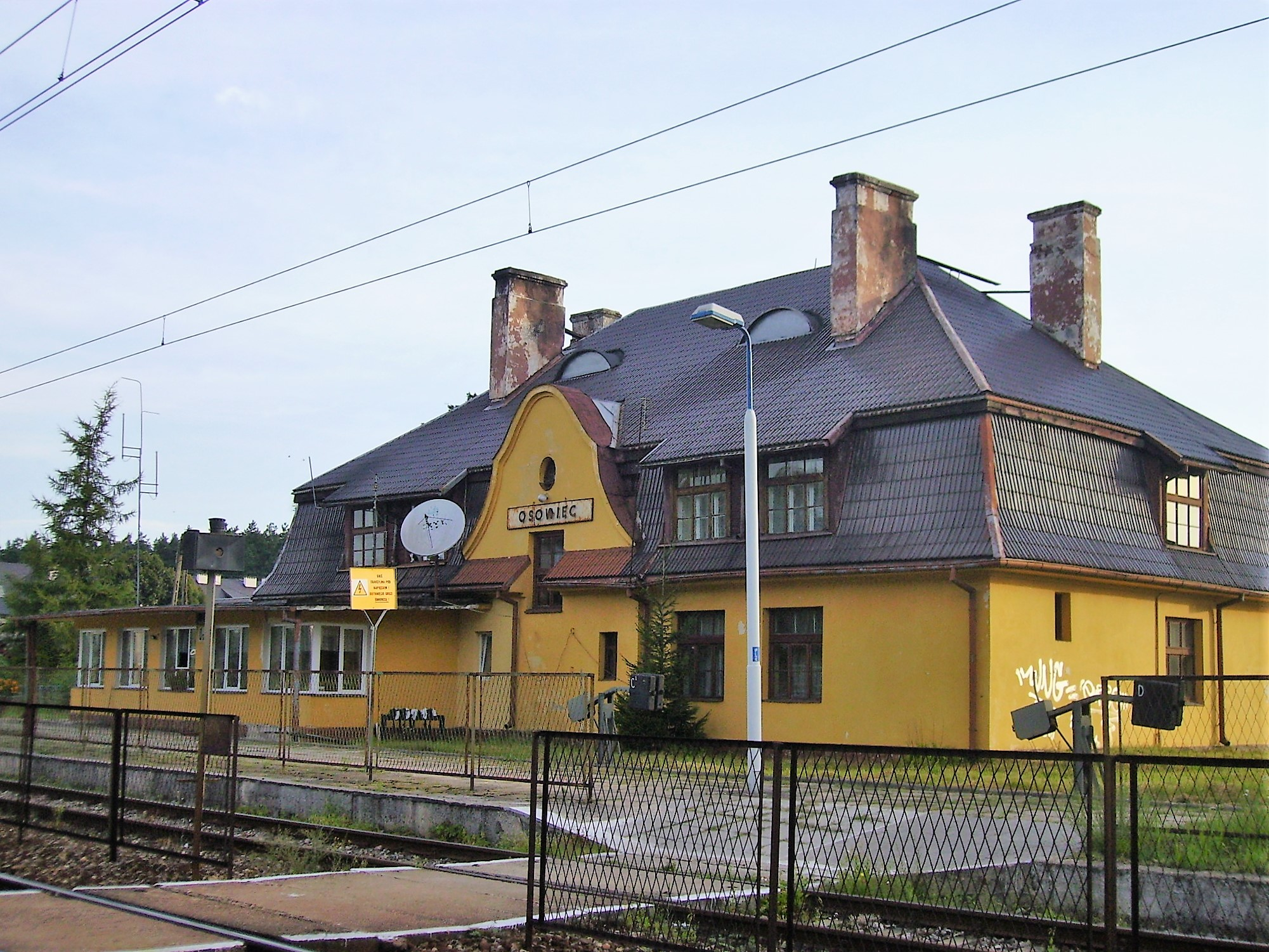
Nádraží v Osowiec
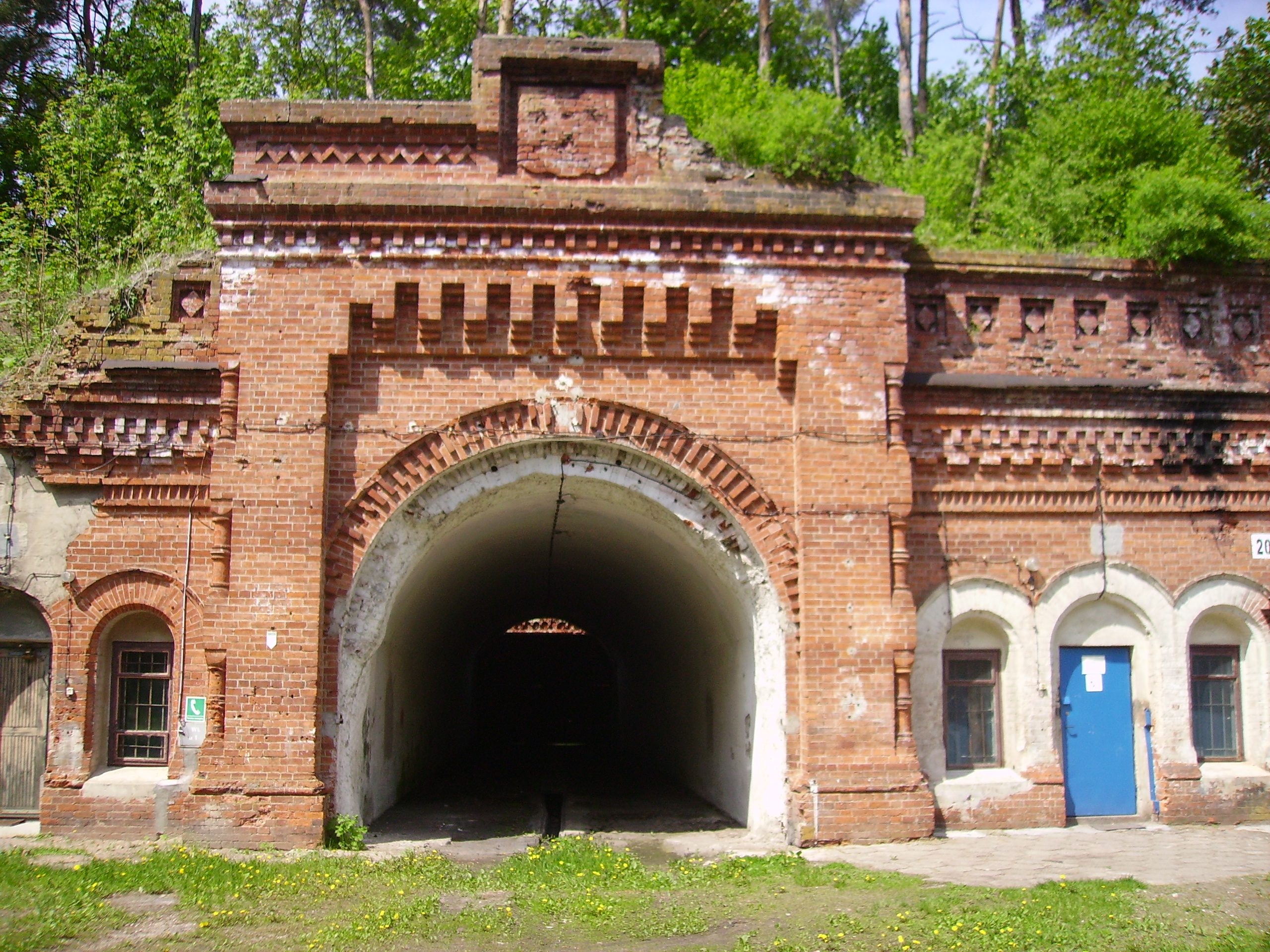
Fort první tunel (západ)
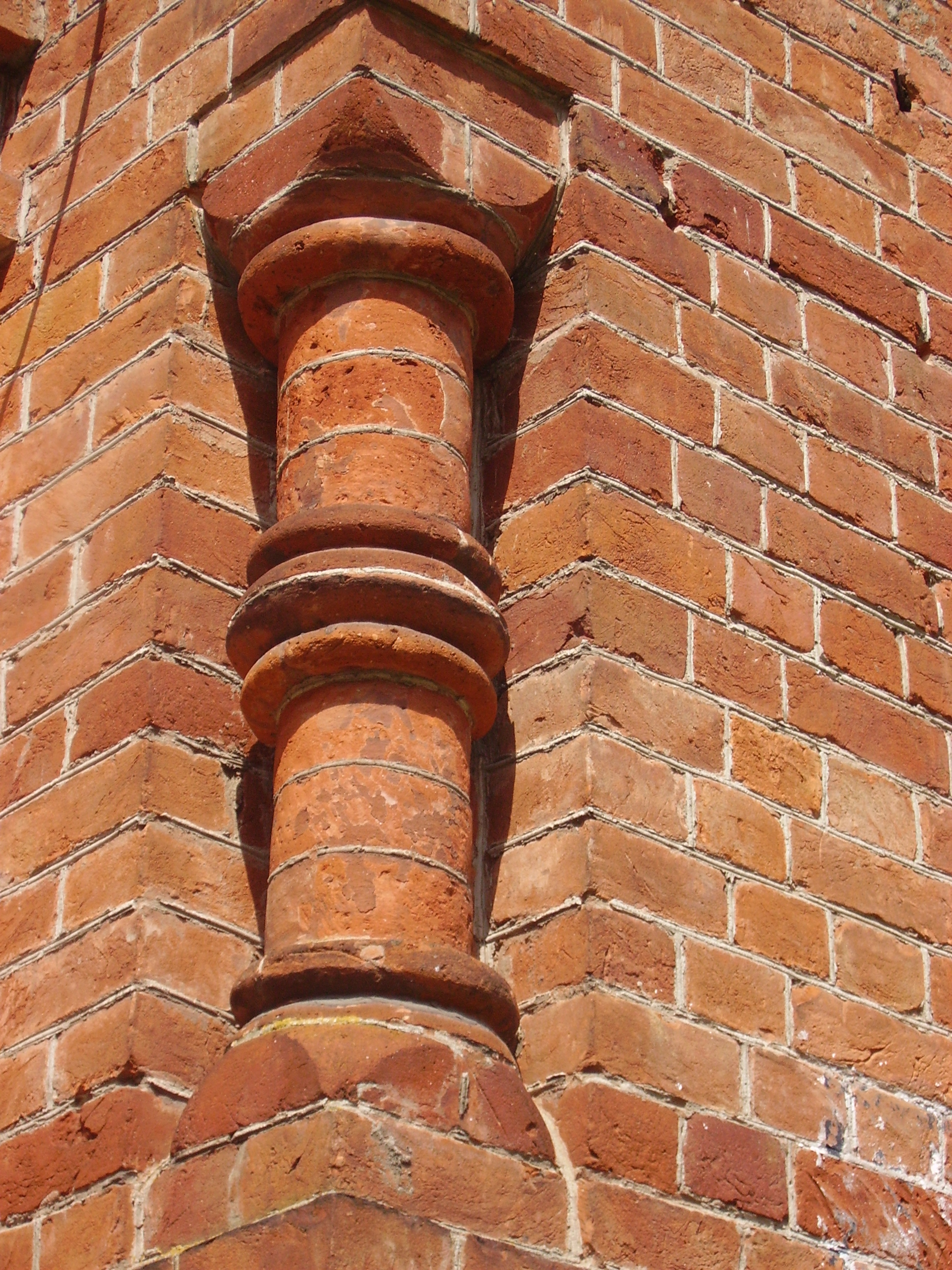
Dokončení zdi pevnosti
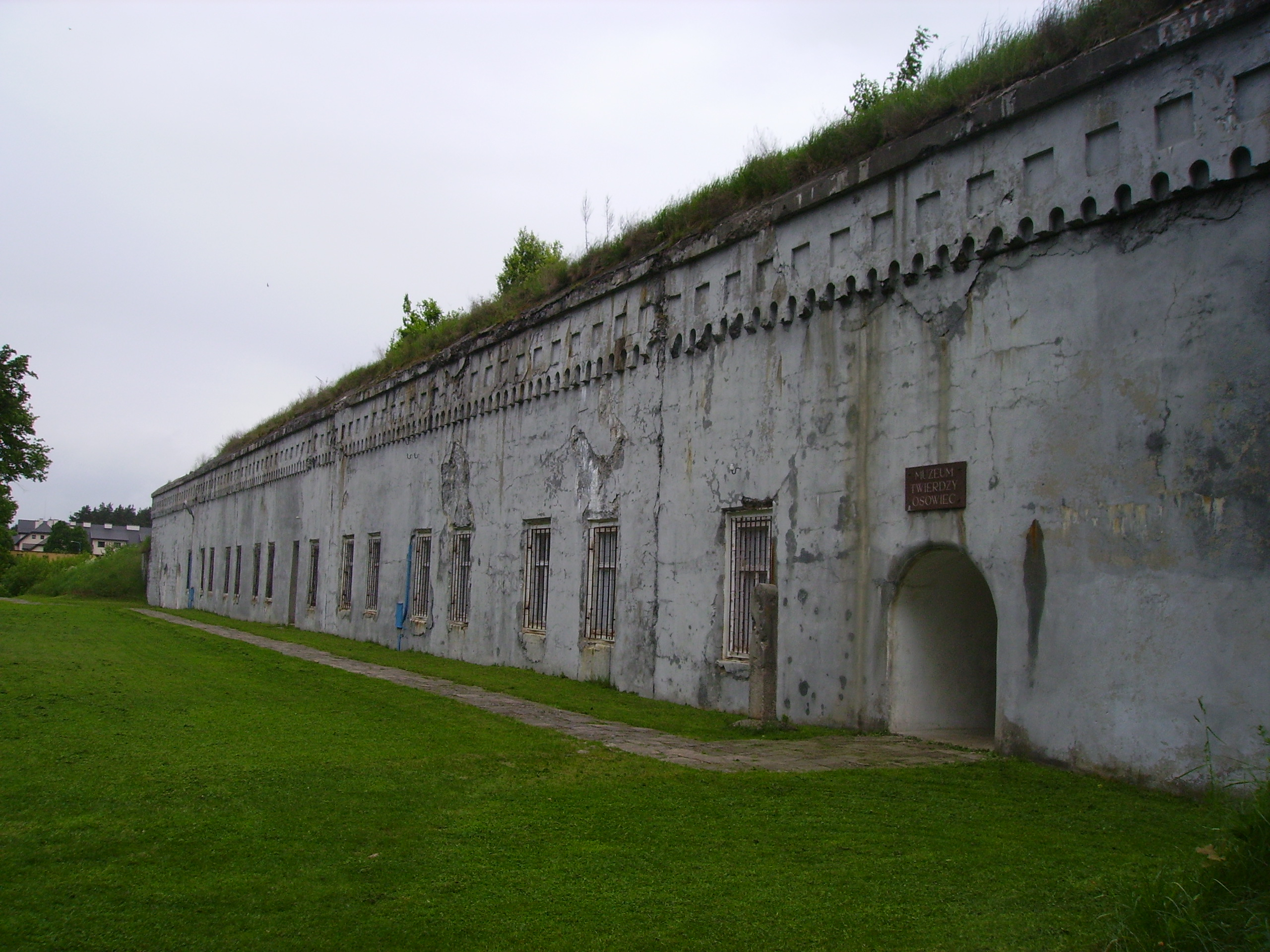
Budova muzea - Pevnost Osowiec

## V Kultuře
Bitva o pevnost Osowiec se stala námětem pro píseň od švédské heavy metalové skupiny Sabaton s názvem The Attack of the Dead Men z alba The Great war.